# (7822) 1991 CS
1991 سي أس (ويعرف أيضًا باسم (7822) 1991 سي أس وفق تسمية الكوكب الصغير) (بالإنجليزية: 1991 CS)‏ هو كويكب ضمن حزام الكويكبات؛ وترتيبه 7822 من حيث الاكتشاف.
اكتُشف هذا الجُرم الفلكي بواسطة روبرت إتش ماكنوت في 13 فبراير 1991.

## وصلات خارجية
- (7822) 1991 CS في قاعدة بيانات مختبر الدفع النفاث لأجرام النظام الشمسي الصغيرة

- الاكتشاف · مخطط المدار ·  العناصر المدارية · المعلمات المادية

- (7822) 1991 CS على موقع ويكي سكاي: DSS2, SDSS, GALEX, IRAS, Hydrogen α, X-Ray, Astrophoto, Sky Map, Articles and images